# 弗勞爾菲爾德 (伊利諾伊州)
弗勞爾菲爾德（英語：Flowerfield）是位於美國伊利諾伊州杜佩奇縣的一個非建制地區。該地的面積和人口皆未知。

## 地理
弗勞爾菲爾德的座標為41°52′02″N 88°02′02″W / 41.86722°N 88.03389°W，而該地的平均海拔高度為212米（即696英尺）。